# Красавское муниципальное образование
Красавское муниципальное образование — сельское поселение в Самойловском районе Саратовской области Российской Федерации.
Административный центр — село Красавка.

## История
Статус и границы сельского поселения установлены Законом Саратовской области от 29 декабря 2004 года № 116-ЗСО «О муниципальных образованиях, входящих в состав Самойловского муниципального района».

## Население
| 2010  | 2011  | 2012  | 2013  | 2014  | 2015  | 2016  |
| ----- | ----- | ----- | ----- | ----- | ----- | ----- |
| 2671  | ↘2658 | ↘2586 | ↘2519 | ↘2448 | ↘2365 | ↘2273 |
| 2017  | 2018  | 2019  | 2020  | 2021  |       |       |
| ↘2208 | ↘2155 | ↘2130 | ↘2062 | ↘1997 |       |       |

## Состав сельского поселения
| № | Населённый пункт | Тип населённого пункта       | Население |
| - | ---------------- | ---------------------------- | --------- |
| 1 | Воронино         | село                         | ↘253      |
| 2 | Красавка         | село, административный центр | ↘1038     |
| 3 | Низовка          | село                         | ↘333      |
| 4 | Полоцкое         | село                         | ↘625      |
| 5 | Полтавка         | село                         | ↗329      |
| 6 | Тюменевка        | село                         | ↘93       |